# 鳴門線
鳴門線（日语：／ Naruto sen */?）是一條由四國旅客鐵道（JR四國）營運的鐵道路線（地方交通線）。路線由德島縣鳴門市大麻町的池谷車站至撫養町的鳴門站。代表顏色為洋紅色（■）。

## 路線資料
- 管轄（事業類別）：四國旅客鐵道（第一種鐵道事業者）
- 路線距離（營業距離）：8.5公里
- 軌距：1067毫米
- 站數：7個（包括起終點站）
  - 若只限屬於鳴門線的車站，排除起點的池谷站（屬於高德線[1]）則為6個。
- 複線路段：沒有（全線單線）
- 電氣化路段：沒有（全線非電氣化（日语：非電化））
- 閉塞方式：自動閉塞式（特殊）
- 最高速度：85公里/小時
- 指令所：高松指令所

## 车辆

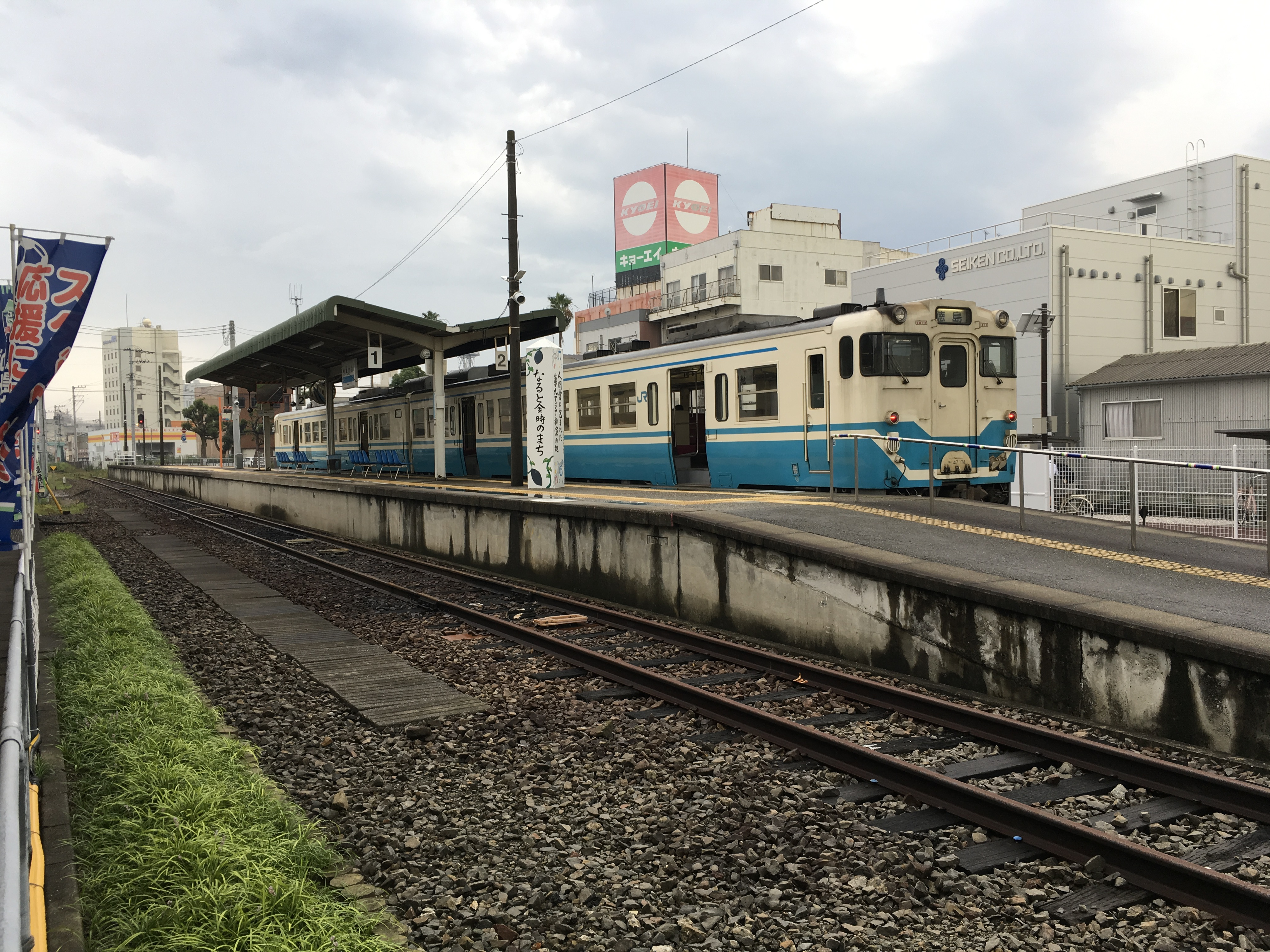
鸣门站的Kiha 47

- Kiha 40（含Kiha 47）：运用较少，一般只在早晚使用
- 1500型：主力车辆，可能与1200型拼接运行
- 1200型：单独运行或与1500型拼接运行

## 運行模式
本線只提供普通列車服務，每天來回各15班次，其中13班為德島↔鳴門，另外早上及中午各有1班為鳴門↔池谷，在池谷可以乘坐高德线接续列车前往德岛方向。過往曾經有提供1班晚上單向開往牟岐站，但2011年時間表調整時已經改回由德島站開出。
2006年，本線曾出現過短暫的快速列車「快速鳴門金時Liner」（日语：快速鳴門きんときライナー）。但因需另購整理卷（快速额外费用），實行了半年後便取消了。
2014年，為方便上班上學一族，於平日早上開設一班單向由鳴門開往池谷的快速班次（編號為953D），級別上雖然仍然是「普通」列車，但卻不停靠鳴門線上的所有車站而直達池谷，同時亦不需繳付額外車費。
另外，因應德島漩渦於2014年度首次晉升為日本職業足球甲級聯賽隊伍，凡晚上賽事散場後，亦會加開由鳴門站直達池谷站的普通列車班次。

## 車站列表
為方便起見，自所有列車都直通的高德線德島站起記載。
鳴門線的車站編號由04開始，以便與高德線德島站起計算的編號連續。
- 所有列車都是普通列車（平日早上的鳴門開往池谷只限1班不停靠中途站）
- 軌道 … ◇、∧、∨：可列車交會，｜：不可列車交會（德島站－佐古站間是單線並列（日语：単線並列），佐古站－鳴門站間是單線）
- 所有車站都位於德島縣內

| 路線名稱 | 車站編號 | 中文站名 | 日文站名 | 英文站名 | 站間營業距離 | 池谷起計 營業距離 | 接續路線                         | 軌道 | 所在地       | 所在地 |
| -------- | -------- | -------- | -------- | -------- | ------------ | ----------------- | -------------------------------- | ---- | ------------ | ------ |
| 高德線   | T00      | 德島     |          |          | -            | 10.3              | 四國旅客鐵道：牟岐線             | ∧    | 德島市       |        |
| 高德線   | T01      | 佐古     |          |          | 1.4          | 8.9               | 四國旅客鐵道：德島線             | ∨    | 德島市       |        |
| 高德線   | T02      | 吉成     |          |          | 4.9          | 4.0               |                                  | ◇    | 德島市       |        |
| 高德線   | T03      | 勝瑞     |          |          | 1.3          | 2.7               |                                  | ◇    | 板野郡藍住町 |        |
| 高德線   | T04 N04  | 池谷     |          |          | 2.7          | 0.0               | 四國旅客鐵道：高德線（高松方向） | ◇    | 鳴門市       |        |
| 鳴門線   | T04 N04  | 池谷     |          |          | 2.7          | 0.0               | 四國旅客鐵道：高德線（高松方向） | ◇    | 鳴門市       |        |
| N05      | 阿波大谷 |          |          | 1.3      | 1.3          |                   | ｜                               |      | 鳴門市       |        |
| N06      | 立道     |          |          | 1.7      | 3.0          |                   | ｜                               |      | 鳴門市       |        |
| N07      | 教會前   |          |          | 1.9      | 4.9          |                   | ｜                               |      | 鳴門市       |        |
| N08      | 金比羅前 |          |          | 0.8      | 5.7          |                   | ｜                               |      | 鳴門市       |        |
| N09      | 撫養     |          |          | 1.5      | 7.2          |                   | ｜                               |      | 鳴門市       |        |
| N10      | 鳴門     |          |          | 1.3      | 8.5          |                   | ∧                                |      | 鳴門市       |        |

1. ↑  德島線列車全部直通至德島站

### 廢除區間
當時路線名為阿波線。1935年3月20日廢除（吉成至池谷之間編入高德本線入）。
- 古川站 - 阿波中原站 - 吉成站 - 勝瑞站 - 池谷站

在阿波中原站可連接吉野川連絡船。